# 이상민 (야구 선수)
이상민(李相旼, 1990년 11월 4일 ~ )은 KBO 리그 삼성 라이온즈의 투수이다. 그의 사촌 형은 전 KBO 리그 고양 원더스의 내야수인 이성엽이다.

## 아마추어 시절
동의대학교 3학년 때인 2011년에 대학야구 춘계리그에서 호투해 최우수 선수에 선정됐다.

## NC 다이노스시절
2013년 한국프로야구 신인 드래프트에서 7라운드(전체 60순위) 지명을 받아 입단했다. 퓨처스리그 15경기에 등판해 5홀드, 평균자책점 0을 기록했고, 2013년 6월 15일에 1군에 올라왔다. 이 날 삼성 라이온즈와의 경기에서 구원 등판해 0.1이닝 무실점을 기록했다.

## 넥센 히어로즈시절
2014년 KBO 리그 2차 드래프트를 통해 이적했다.
2015년에 2군에서는 상당히 뛰어난 피칭과 평균자책점을 기록했으나 1군에서는 23경기에 등판해 1패, 10점대 평균자책점으로 부진했다.

## 경찰 야구단시절
2015년에 입단하였다.

## 넥센 히어로즈복귀 &키움 히어로즈시절
2017년에 복귀하였다.

## 삼성 라이온즈시절
2019년 12월 4일에 입단하였다.

## 트리비아
- 2003년에 삼성 라이온즈의 2차 5라운드 지명을 받았고, 중앙대학교에 입학했다가 중퇴했던 동명이인 좌완 투수가 있었다.[3]

## 출신 학교
- 대구남도초등학교 (수성리틀)
- 대구중학교
- 경북고등학교
- 동의대학교

## 통산 기록
| 연도 | 팀명  | 평균자책점 | 경기 | 완투 | 완봉 | 승 | 패 | 세 | 홀 | 승률  | 타자 | 이닝 | 피안타 | 피홈런 | 볼넷 | 사구 | 탈삼진 | 실점 | 자책점 |
| ---- | ----- | ---------- | ---- | ---- | ---- | -- | -- | -- | -- | ----- | ---- | ---- | ------ | ------ | ---- | ---- | ------ | ---- | ------ |
| 2013 | NC    | 9.00       | 8    | 0    | 0    | 0  | 0  | 0  | 1  | -     | 13   | 2    | 5      | 0      | 1    | 1    | 5      | 2    | 2      |
| 2014 | 넥센  | 8.10       | 6    | 0    | 0    | 0  | 0  | 0  | 0  | -     | 19   | 3⅓   | 4      | 0      | 4    | 0    | 4      | 4    | 3      |
| 2015 | 넥센  | 10.71      | 23   | 0    | 0    | 0  | 1  | 0  | 1  | 0.000 | 99   | 19⅓  | 29     | 4      | 10   | 3    | 12     | 23   | 23     |
| 2018 | 넥센  | 0.00       | 4    | 0    | 0    | 0  | 0  | 0  | 0  | -     | 16   | 4⅔   | 3      | 0      | 1    | 0    | 2      | 0    | 0      |
| 2020 | 삼성  | 6.43       | 17   | 0    | 0    | 0  | 1  | 0  | 1  | 0.000 | 69   | 14   | 17     | 4      | 11   | 1    | 13     | 10   | 10     |
| 2021 | 삼성  | 4.74       | 30   | 0    | 0    | 1  | 1  | 0  | 3  | 0.500 | 110  | 24⅔  | 28     | 2      | 14   | 0    | 14     | 15   | 13     |
| 2022 | 삼성  | 3.86       | 46   | 0    | 0    | 0  | 0  | 0  | 9  | -     | 138  | 29⅓  | 30     | 5      | 15   | 3    | 23     | 13   | 12     |
| 2023 | 삼성  | 8.50       | 23   | 0    | 0    | 2  | 1  | 0  | 1  | 0.667 | 83   | 18   | 32     | 2      | 3    | 0    | 17     | 17   | 17     |
| 2024 | 삼성  | 3.90       | 37   | 0    | 0    | 2  | 1  | 1  | 8  | 0.667 | 121  | 30   | 31     | 2      | 6    | 4    | 12     | 13   | 13     |
| 통산 | 8시즌 | 5.76       | 194  | 0    | 0    | 5  | 5  | 1  | 24 | 0.500 | 668  | 145⅓ | 179    | 19     | 65   | 12   | 102    | 97   | 93     |

## 가족관계
- 배우자 : 최송이 (2024년 12월 14일 결혼예정)